# آاگ دی‌یوت.۱
آاگ دی‌یوت.۱ (به انگلیسی: AEG DJ.I) یک هواگرد ساختِ کارخانهٔ آاگ در کشور آلمان است. این هواگرد برای نخستین بار در ۱ سپتامبر ۱۹۱۸ میلادی مورد استفاده قرار گرفت.